# 패런하이트 88
패런하이트 88(영어: Fahrenheit 88)는 말레이시아 쿠알라룸푸르 부킷빈탕에 있는 쇼핑 센터이다. 본래 KL 플라자(KL Plaza)라는 쇼핑 센터였으며, 광범위한 리모델링 공사를 거쳐 2010년 8월에 현재의 이름으로 재개장했다. 관리 및 임대는 파빌리온 쿠알라룸푸르를 관리하는 동일한 회사에서 이루어진다.

## 역사
패런하이트 88 빌딩은 이전에 KL 플라자로 알려져 있었고 버자야 그룹이 소유하고 있었다. 2007년 버자야 그룹은 KL 플라자 건물을 파빌리온 그룹에 총 4억 7천만 링깃으로 처분했다.
2010년 초, 파빌리온 팀이 홍보 행사를 시작했으며, 주요 지역 언론은 패런하이트 88 건물의 브랜드 변경에 대해 보도했다. 쇼핑 센터의 이름은 말레이시아의 평균 온도 (31.1C)를 반영한다.